# Saibattal Mursalimov
Saibattal Mursalimov (20 de noviembre de 1930-20 de julio de 2014) fue un jinete soviético que compitió en la modalidad de concurso completo. Ganó dos medallas de oro en el Campeonato Europeo de Concurso Completo, en los años 1962 y 1965.

## Palmarés internacional
| Campeonato Europeo | Campeonato Europeo     | Campeonato Europeo | Campeonato Europeo |
| Año                | Lugar                  | Medalla            | Categoría          |
| ------------------ | ---------------------- | ------------------ | ------------------ |
| 1962               | Burghley (Reino Unido) | Medalla de oro     | Por equipos        |
| 1965               | Moscú (URSS)           | Medalla de oro     | Por equipos        |